# Sembrador

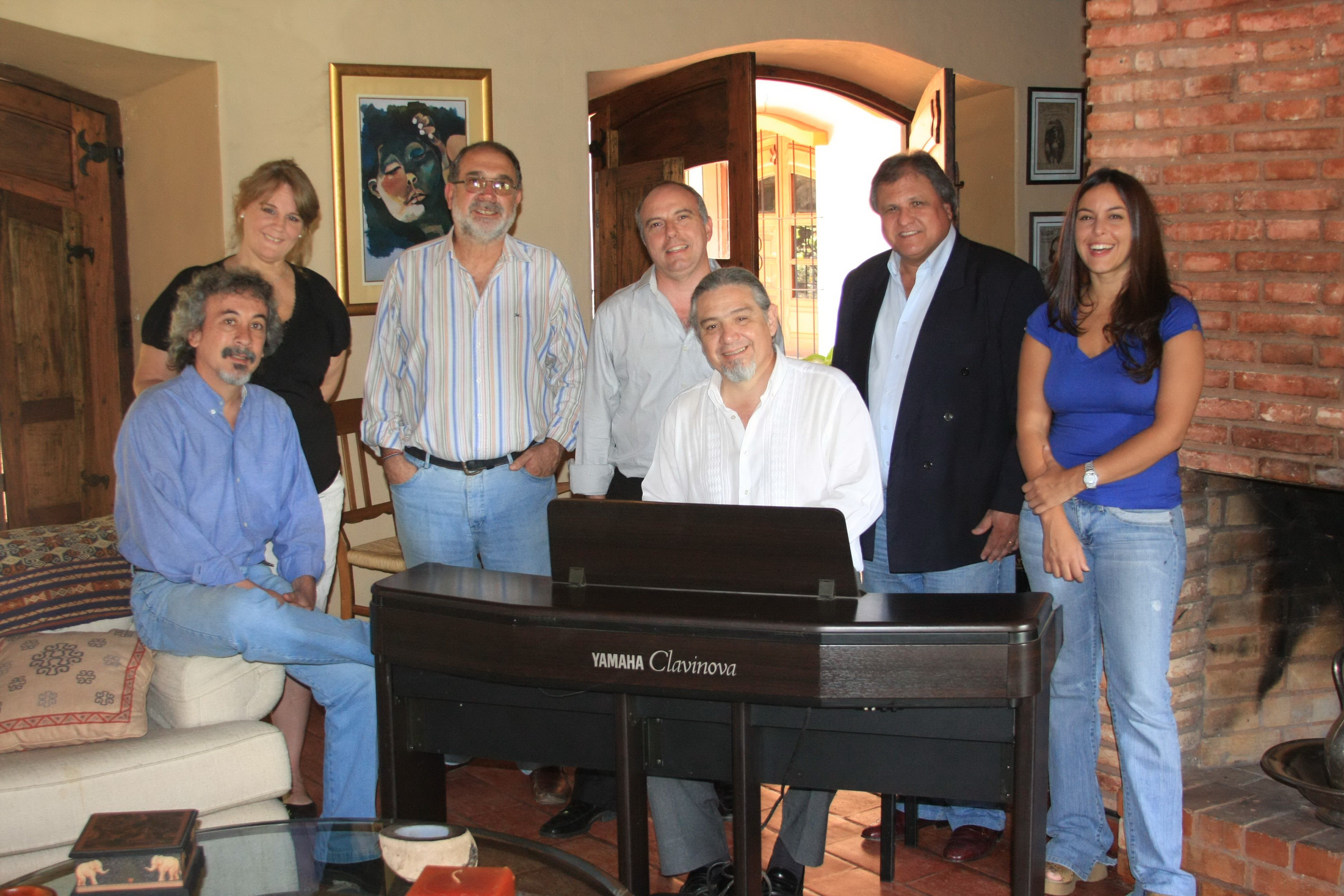
"Grupo Sembrador, 2009".

## Inicios
En el año 1973, el Grupo Sembrador surge como quinteto de la Facultad de Derecho UNA, para tomar parte de un Festival Universitario de la Canción que se cumplió aquel año. Como un signo que le acompañaría a lo largo de su carrera, el grupo interpretó India, de Manuel Ortiz Guerrero y José Asunción Flores, inscripta en lo más tradicional del repertorio musical paraguayo, y San si Juan no que sí, de Maneco Galeano, obra que se constituiría en importante aporte del "Nuevo Cancionero Popular" del país.

## Fundador
El fundador fue Maneco Galeano (+), quien junto a Chela Villagra, Gilda Arias, Derlis Esteche y José Antonio Galeano integró aquel quinteto.

## Integrantes
Actualmente, el Grupo Sembrador está formado por  José Antonio Galeano (Coordinador), Gilda Heisecke y Jorge “Tuga” Ramírez.

## Otros integrantes
Han integrado este grupo también, Maneco Galeano (+), Chela Villagra, Gilda Arias y Derlis Esteche (Fundadores), Ati Troche, Claudia Abente, Jorge Arturo Aponte, Luis Antonio “Pulgo” Barriocanal, Julia Peroni, Jorge Garbett(+)

## Discografía

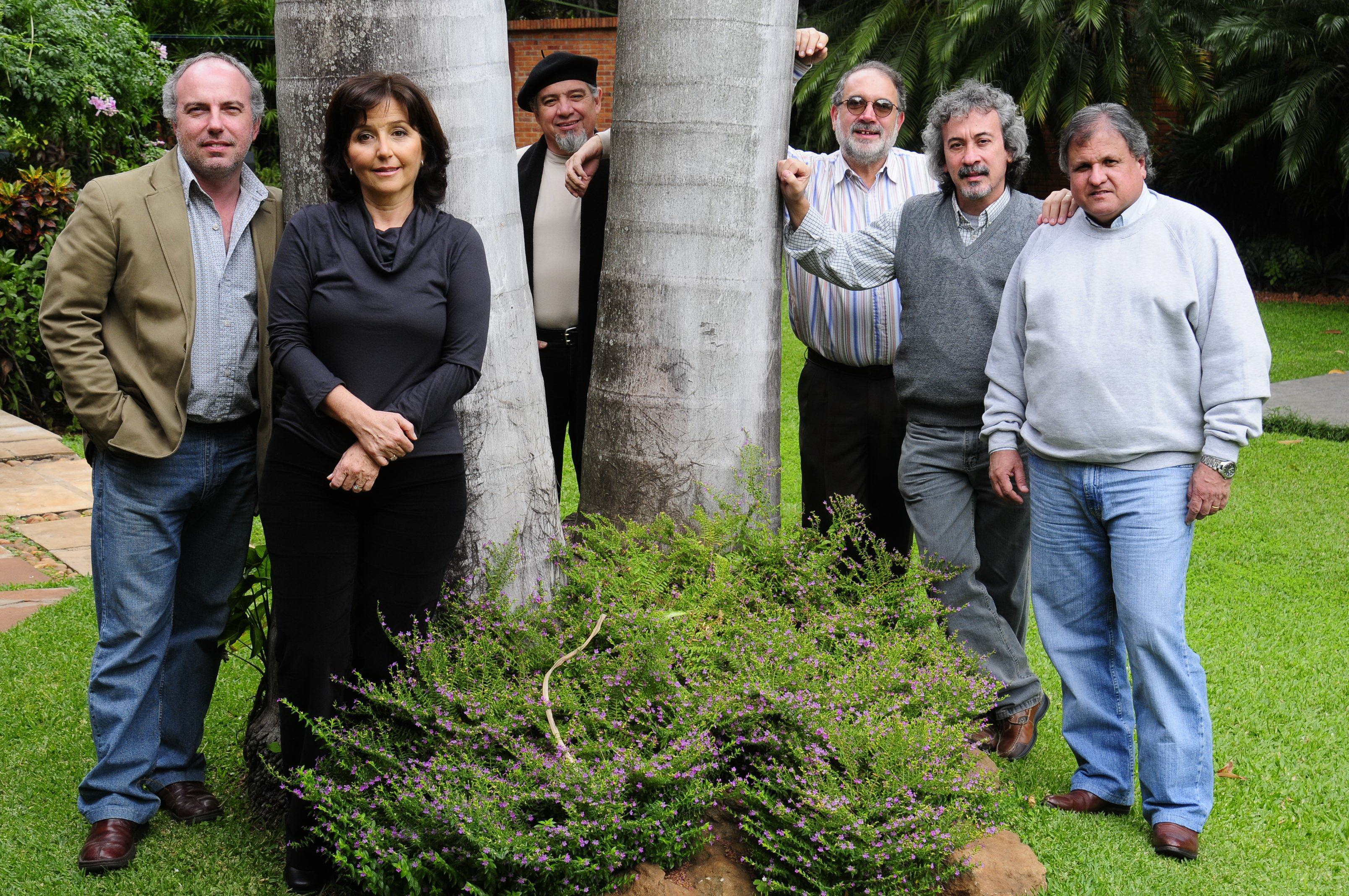
"Grupo Sembrador, con Claudia Abente".

| Año       | Nombre | Formato  |
| --------- | --- | -------- |
| 1982      | Participación en el disco “Despertar - Homenaje de sus amigos a Maneco Galeano" | Disco LP |
| 1982      | “Navidad con Sembrador” | Casete   |
| 1984      | “Canto de Esperanza” | Disco LP |
| 1986      | La Ciudad | Casete   |
| 1984/1986 | “Festival Mandu'ara”. | Casete   |
| 1987      | Participación, junto a "Vocal Dos", "Ñamandú" y Chela Villagra Marsal en “Cantata del Pueblo y sus Banderas Torrenciales” de Carlos Villagra Marsal y Carlos Noguera                                                                          |          |
| 1995      | Participación en “Despertar - Homenaje de sus amigos a Maneco Galeano” | CD       |
| 1996      | “En Vivo”, junto a "Ñamandú" y Óscar Cardozo Ocampo | CD       |
| 1997      | “De Amores y Recovas”, con el acompañamiento de Óscar Cardozo Ocampo y la Orquesta Philomúsica de Asunción dirigida por Luis Szarán | CD       |
| 1998      | “En las colinas del Alma - Canciones Populares del Paraguay”, con el acompañamiento de Jorge “Lobito” Martínez, la Orquesta Philomúsica de Asunción dirigida por Luis Szarán y el "Coro Paraguayo de Cámara" dirigido por Luis Luccini Rivas. | CD       |
| 1998      | “El disco nuestro de cada año”, conjuntamente con Agustín Barboza, Oscar Cardozo Ocampo, Ricardo Flecha Hermosa y Ñamandú | CD       |
| 2000      | “Encendiendo Sueños...en tus caminos, Latinoamérica", con el acompañamiento de Óscar Cardozo Ocampo, la Philomúsica de Asunción dirigida por Luis Szarán e instrumentistas invitados                                                          | CD       |

## Recitales modulares encarados
| Año  | Nombre                                                |
| ---- | ----------------------------------------------------- |
| 1975 | “Homenaje a Augusto Roa Bastos”.                      |
| 1982 | “Navidad con Sembrador”.                              |
| 1983 | “En tus caminos, Latinoamérica”.                      |
| 1985 | “Gracias a la vida”.                                  |
| 1997 | “De amores y recovas”.                                |
| 1999 | “En las colinas del alma”.                            |
| 1999 | “Encendiendo sueños ...en tus caminos, Latinoamérica” |
| 2008 | “Vamos cambiando”                                     |

## Espectáculos populares
1997: “De amores y recovas”, en la Plaza de Armas de Asunción, con la participación de Óscar Cardozo Ocampo y la Orquesta philomúsica de Asunción dirigida por Luis Szarán.
1999: “Canto para la memoria viva”, plaza frente al Congreso Paraguayo en recuerdo de los mártires del “Marzo Paraguayo”, compartiendo el escenario con Óscar Cardozo Ocampo, Ñamandú y Vocal Dos.
2000: “Encendiendo sueños... en tus caminos, Latinoamérica”, en la plaza de Armas de Asunción, con la participación de Óscar Cardozo Ocampo, la Orquesta Philomúsica de Asunción dirigida por Luis Szarán e instrumentistas invitados.

## Repertorio de canciones paraguayas

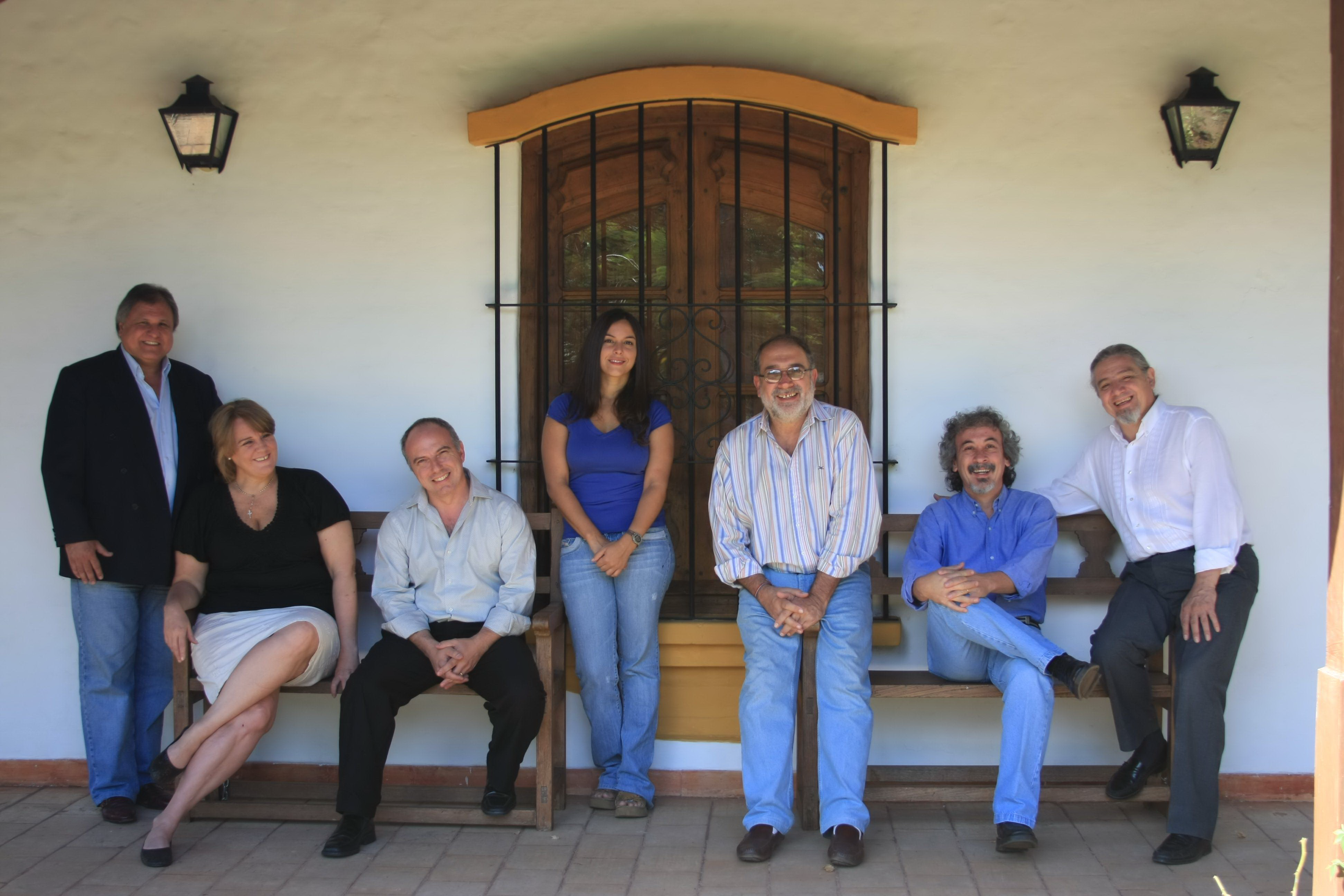
"Grupo Sembrador, 2009".

Navideñas:
|     | Nombre                                                    |
| --- | --------------------------------------------------------- |
| 1.  | Aurora de vida y canto (Jorge Arturo Aponte)              |
| 2.  | Duermete niño, duerme (Jorge Krauch - Anne Marie Biss)    |
| 3.  | Canto de Navidad (Juan Max Boettner)                      |
| 4.  | Tororé de la Navidad (Ma. Teresa Encina de Miranda)       |
| 5.  | Dos trocitos de madera (Maneco Galeano)                   |
| 6.  | Cigarra, tonta cigarra (J.-L. Appleyard - Maneco Galeano) |
| 7.  | Sollozos de vida nueva (Jorge Garbett)                    |
| 8.  | Canta un canto nuevo (José A. Galeano - Jorge Krauch)     |
| 9.  | Llueve en Belén (José A. Galeano - Jorge Krauch)          |
| 10. | El hijo Melchor (Anónimo recopilado por José A. Perasso)  |
| 11. | Tororé roré (Anónimo recopilado por José A. Perasso)      |
Del Nuevo Cancionero Popular Paraguayo:
| Tema                                                       | Tema                                                             |
| ---------------------------------------------------------- | ---------------------------------------------------------------- |
| Ciudad de Asunción (Augusto Barreto)                       | Duende de las esquinas (Augusto Barreto)                         |
| Albañil (Luis María Martínez - César Cataldo)              | La simple canción (Jorge Arturo Aponte - Óscar Cardozo Ocampo)   |
| Para decir (Maneco Galeano)                                | Para un rotro labrador (Maneco Galeano)                          |
| Pinasco (Maneco Galeano)                                   | Soy de la Chacarita (Maneco Galeano)                             |
| Tomás té canasta (Maneco Galeano)                          | Al norte de noche (Fidel Gómez P. - Maneco Galeano)              |
| ¡Independencia o muerte! (J. M. Marcos - Maneco Galeano)   | Donde la guarania crece (A. Roa Bastos - Maneco Galeano)         |
| Te quiero (Mario Benedetti - Jorge Garbett)                | Canto final de madre coraje y sus hijos (B. Brecht . J. Garbett) |
| Canción para Estrella (José A. Galeano - Jorge Garbett)    | Desde sus cuerdas (José A. Galeano - Jorge Garbett)              |
| Mirando tus caminos (José A. Galeano - Jorge Garbett)      | Para cuando mis manos (José A. Galeano - Jorge Garbett)          |
| Soneto para Roberto (José A. Galeano - Jorge Garbett)      | Vivos en el viento (José A. Galeano - Jorge Garbett)             |
| Ceferino Zarza, compañero (Maneco Galeano - Jorge Garbett) | Para vivir (Fidel Gómez Planás - Jorge Garbett)                  |
| La ciudad (Luis María Martínez - Jorge Garbett)            | ¡Qué felicidad! (Luis María Martínez - Jorge Garbett)            |
| Soneto LXVI (Pablo Neruda - Jorge Garbett)                 | Cantando (Maneco Galeano - Jorge Krauch)                         |
| A donde ha ido el viento (L. M. Martínez - J. Krauch)      | Canto de esperanza (Carlos Noguera)                              |
| El silencio y la aurora (Carlos Noguera)                   | Macatero (José A. Galeano - Carlos Noguera)                      |
| Canto a Alberdi (Juan Manuel Marcos - Carlos Noguera)      | Guitarra de sembradores (Elvio Romero - Carlos Noguera)          |
| Peregrino de Asunción (Rudi Torga - Carlos Noguera)        | Preguntas de niño (Juan Manuel Marcos - Mito Sequera)            |
| Vy’a ha Vya'y (Texto bíblico - Mito Sequera)               | ¿Qué le pasará a mi gente? (Chester Swan)                        |
| El agua será nuestra (Juan Manuel Marcos – Maneco Galeano) | Juntos (José Antonio Galeano – Jorge Garbett)                    |
| Canción de mi tiempo (Carlos Noguera)                      | El monte y el río (Jorge Garbett sobre poema de Pablo Neruda)    |
Populares, tradicionales y de proyección folklórica:
| #   | Nombre                 | Autor/es                                            |
| --- | ---------------------- | --------------------------------------------------- |
| 1.  | A mi pueblito Escobar  | Emigdio Ayala Baez                                  |
| 2.  | Ruego y camino         | Agustín Barboza                                     |
| 3.  | Acosta Ñú              | Emilio Bigi                                         |
| 4.  | Noches Blancas         | Mauricio Cardozo Ocampo                             |
| 5.  | Asunción del Paraguay  | E. R. Fernández - S. Cortessi                       |
| 6.  | Canto al Paraguay      | Heriberto Altinier - Aparicio de los Ríos           |
| 7.  | Despierta mi Angelina  | Emiliano R. Fernández                               |
| 8.  | Flores                 | R. Fontao Meza - M. Ortiz G. - José Asunción Flores |
| 9.  | Paraguaype             | Manuel Ortiz G. - José Asunción Flores              |
| 10. | Lejanía                | Herminio Giménez                                    |
| 11. | Che Pyharé mombyry     | Mario Rodríguez - Hermanos González                 |
| 12. | Mi ciudad lejana       | Óscar Mendoza - Martín Leguizamón                   |
| 13. | Pacholí                | Manuel Frutos Pane - Eladio Martínez                |
| 14. | María Candé            | Juan Carlos Moreno González                         |
| 15. | Tardes Asuncenas       | Néstor Romero V. - Teófilo Noguera                  |
| 16. | Pregón de la Naranjera | Anónimo rec. por J. A. Perasso                      |
| 17. | Asunceña               | Antonio Ortiz Mayans - Félix Pérez Cardozo          |
| 18. | Asunción               | Federico Riera                                      |
| 19. | Floripa Mi             | Fernando Rivarola                                   |
| 20. | Mombyry Guive          | M. Cardozo O. - Ina Rolón de Ramos G.               |
| 21. | Mamá Cumandá           | José L. Melgarejo                                   |

## Repertorio de canciones iberoamericanas
|     | Nombre                     | Autor/es                                    | Nacionalidad  |
| --- | -------------------------- | ------------------------------------------- | ------------- |
| 1.  | Gracias... a pesar de todo | Eladia Blázquez                             | Argentina     |
| 2.  | Ven vamos ahora            | Geraldo Vandré                              | Brasil        |
| 3.  | Amapola                    | Juan Luis Guerra                            | R. Dominicana |
| 4.  | Yolanda                    | Pablo Milanés                               | Cuba          |
| 5.  | Unicornio                  | Silvio Rodríguez                            | Cuba          |
| 6.  | Muere con la Sonrisa       | Eduardo Nieves – Jorge Doprado              | Uruguay       |
| 7.  | La cuna de tu hijo         | José Pedroni – Damián Sánchez               | Argentina     |
| 8.  | Estrella, estrella         | Vítor Ramil                                 | Brasil        |
| 9.  | Para salvar la primavera   | Rafael Ielpi – Enrique Llopis               | Argentina     |
| 10. | Plegaria a un labrador     | Víctor Jara                                 | Chile         |
| 11. | Años                       | Pablo Milanés                               | Cuba          |
| 12. | Como la cigarra            | María Elena Walsh                           | Argentina     |
| 13. | Volver a los 17            | Violeta Parra                               | Chile         |
| 14. | Canción del elegido        | Silvio Rodríguez                            | Cuba          |
| 15. | Hombre en el tiempo        | Armando Tejada Gómez - César Isella         | Argentina     |
| 16. | Te doy una canción         | Silvio Rodríguez                            | Cuba          |
| 17. | Clodomiro, el ñajo         | Carlos Mejía Godoy                          | Nicaragua     |
| 18. | Cuando voy al trabajo      | Víctor Jara                                 | Chile         |
| 19. | Coplas de la Libertad      | Daniel Giribaldi – Jorge Marziali           | Argentina     |
| 20. | Señales de vida            | Teresa Parodi                               | Argentina     |
| 21. | Oh, que será!              | Chico Buarque                               | Brasil        |
| 22. | Gracias a la Vida          | Violeta Parra                               | Chile         |
| 23. | Gente Humilde              | Vinicius De Moraes – Garoto – Chico Buarque | Brasil        |
| 24. | Honrar la vida             | Eladia Blázquez                             | Argentina     |
| 25. | La rosa                    | Amanda Mc Broom– Trad.:Víctor Heredia       |               |
| 26. | Palabras de amor           | Joan Manuel Serrat                          | España        |
| 27. | Vamos cambiando            | Néstor “Chacho” Echenique                   |               |
| 28. | Venceremos                 | Recop. de María Elena Walsh                 |               |